# Jessica Inchude
Jessica Inchude (Lisboa, 25 de marzo de 1996) es una deportista de portuguesa, originaria de Guinea-Bisáu, que compite en atletismo.
Ganó una medalla de oro en la Copa Europea de Lanzamientos de 2023, en la prueba de peso. Participó en los Juegos Olímpicos de Río de Janeiro 2016, sin poder clasificarse para la final.